# Alberto Boschi
Alberto Boschi (Parma, 8 settembre 1946) è un ex arbitro di calcio italiano, iscritto alla sezione AIA di Parma.

## Carriera
Arbitra dal 1969, arbitro benemerito dal 1988. Per una decina di anni dirige nelle categorie minori. Dal 1976 arbitra in Serie D, facendo parte della Commissione Arbitri Semiprofessionisti, Dal 1979 dirige in Serie C ed è membro della (C.A.N.) che è la Commissione Arbitri Nazionale, l'11 settembre 1983 a Como esordisce in Serie B nella partita Como-Empoli (1-1), nella serie cadetta in cinque stagioni dirige 43 incontri. Nella massima serie la prima gara che dirige è Atalanta-Verona (1-1) del 12 maggio 1985, in tre stagioni arbitra 12 partite di Serie A, l'ultima gara diretta da Alberto Boschi nella massima serie è Verona-Empoli (1-0) del 29 marzo 1987. In queste cinque stagioni dirige anche 14 partite di Coppa Italia.

## Biografia
Smesso di arbitrare è stato dirigente dell'A.I.A. e presidente della sezione di Parma dal 1989 al 1991. Funzionario del Consiglio Nazionale delle Ricerche. Dal 2001 al 2004 è stato presidente del Comitato Regionale Arbitri dell'Emilia Romagna. Nel luglio del 2016 il C.O.N.I. gli ha conferito la "Stella d'oro al merito sportivo", un riconoscimento che viene assegnato ai dirigenti che hanno dato lustro allo sport italiano, e che abbiano maturato trent'anni di carriera.
Nel novembre del 2017 viene nominato dal Comitato Nazionale dell'A.I.A. componente A.I.A. del Comitato dei Garanti 